# Шедсму
Шедсму (норв. Skedsmo) — коммуна в губернии (фюльке) Акерсхус, Норвегия.
Является частью области Ромерике. Административный центр муниципалитета — город Лиллестрём, в котором живёт около одной трети населения коммуны. Другими важными городами являются Шедсмукорсет, Шеттен и Стреммен.
Местная газета называется «Romerikes Blad» (тираж 39.139 в 2004 году). Газета выходит ежедневно.
Коммуна (первоначально приход) названа в честь старой фермы Skedsmo (старонорвежский: Skeiðsmór) поскольку первая церковь была построена именно здесь. Первым элементом является слово skeið в родительном падеже, что означает «беговая дорожка для скачки», а последний элемент Mór, что означает «болотистая местность».

## Города-побратимы
- Швеция — Алингсос
- Финляндия — Карьяа
- Финляндия — Рийхимяки
- Дания — Торнбю